# Лупоица (Горж)
Лупоица (рум. Lupoița) насеље је у Румунији у округу Горж у општини Мотру. Oпштина се налази на надморској висини од 258 m.

## Становништво
Према подацима из 2002. године у насељу је живело 81 становника, од којих су сви румунске националности.